# Darko Anželj
Darko Anželj, slovenski politik, * 11. december 1963, Ljubljana. 
Anželj je doktor znanosti s področja politologije, nagrajen s častnim znakom svobode Republike Slovenije. Bil je tudi direktor policije Republike Slovenije, ter marketinga v podjetju Radenska.
Bil je tudi župan občine Apače.